# Volley Köniz
Volley Köniz är en volleybollklubb från Köniz, Schweiz. Klubben grundades 1970.
Klubben herrlag spelade i Nationalliga A mellan 1986 och 1991, men det är damerna som nått störst framgångar. Den största framgångsperiod var åren kring millennieskiftet. Laget har blivit schweiziska mästare sex gånger (2000-2004 och 2009) och vunnit schweiziska cupen fyra gånger (1998/1999, 2000/2001, 2001/2002 och 2003/2004). De nådde final i Top Team Cup 2003 (tävlingen kallas numera CEV Cup). Efter att ha spelat i Nationalliga sedan 1996 åkt laget ur 2018